# Loos (Familienname)
Loos ist ein deutscher Familienname.

## Namensträger
- Adolf Loos (1870–1933), österreichischer Architekt
- Aida Loos (* 1980), persischstämmige Schauspielerin und Kabarettistin
- Alwin von Loos (1824–1883), deutscher Generalleutnant
- Andreas Loos (* 1969), deutscher Theologe und Autor
- Anita Loos (1889–1981), US-amerikanische Drehbuchautorin
- Anna Loos (* 1970), deutsche Schauspielerin
- August Loos (1888–1968), deutscher Beamter
- Bernhard Loos (* 1955), deutscher Politiker (CSU)
- Brigitte Loos-Frank (* 1937), deutsche Zoologin, Parasitologin, Hochschullehrerin und Lyrikerin
- Cécile Ines Loos (1883–1959), Schweizer Schriftstellerin
- Charles Loos (* 1951), belgischer Jazzpianist
- Chiara Loos (* 1997), deutsche Fußballspielerin, siehe Chiara Bouziane
- Christiane Micus-Loos (* 1971), deutsche Pädagogin und Hochschullehrerin
- Christoph M. Loos (* 1959), deutscher Künstler
- Claire Beck-Loos (1904–1942), tschechoslowakische Fotografin und Schriftstellerin
- Cornelius Loos (Theologe) (1546–1595), niederländischer Priester und Theologe
- Cornelius Loos (Generalmajor) (1686–1738), schwedischer Generalmajor, Ingenieuroffizier und Orientreisender
- Daniel Friedrich Loos (1735–1819), deutscher Medailleur
- Elsie Altmann-Loos (1899–1984), österreichische Tänzerin, Schauspielerin und Sängerin
- Erich Loos (1913–2006), deutscher Romanist
- François Loos (* 1953), französischer Politiker
- Friedrich Loos (1797–1890), österreichischer Maler
- Friedrich Wilhelm Loos (um 1767–um 1819), deutscher Medailleur
- Fritz Loos (* 1939), deutscher Strafrechtslehrer
- Georg Loos (1943–2016), deutscher Automobilrennfahrer
- Gerold Loos (* 1925), deutscher Steuerrechtler
- Gertrud Katja Loos (1916–2000), deutsche Organistin, Tonmeisterin und Musiktherapeutin
- Gottfried Bernhard Loos (1773–1843), deutscher Medailleur
- Hannes Loos (1913–1987), deutscher Maler und Grafiker
- Heinrich Loos (1886–1942), deutscher Schlosser und Politiker (USPD)
- Helmut Loos (Politiker) (1924–2000), deutscher Politiker (CDU), Landtagsabgeordneter
- Helmut Loos (Musikwissenschaftler) (* 1950), deutscher Musikwissenschaftler
- Hendrik Van der Loos (1929–1993), niederländischer Anatom
- Henricus Loos (1813–1873), niederländischer Geistlicher, Erzbischof von Utrecht
- Horst-Werner Loos (1915–1981), deutscher Schauspieler
- Hubert von Loos (1814–1884), österreichischer Feldmarschallleutnant
- Hugo von Loos (1820–1883), deutscher Generalleutnant
- Irma Loos (1907–nach 1956), deutsche Schriftstellerin
- Johann Loos (1949–2018), österreichischer Politiker (ÖVP)
- Josef Loos (Politiker, I), österreichischer Pfarrer und Politiker, Reichstagsabgeordneter
- Josef Loos (Eishockeyspieler) (1888–1955), tschechoslowakischer Eishockeyspieler
- Josef Loos (Politiker, 1954) (* 1954), österreichischer Politiker (SPÖ), Burgenländischer Landtagsabgeordneter
- Klaus von Loos (1862–1919), deutscher Verwaltungsbeamter
- Lina Loos (1882–1950), österreichische Schauspielerin
- Ludo Loos (1955–2019), belgischer Radrennfahrer
- Manuel Loos (* 1972), deutscher Schauspieler und Musiker
- Martin Loos (Politiker) (1904–1978), deutscher Politiker (SPD)
- Martin Loos (Schauspieler) (* 1977), österreichischer Schauspieler
- Max von Loos (1858–1953), deutsch-böhmischer Architekt
- Miloslav Loos (1914–2010),  tschechischer Radrennfahrer
- Noel Loos, australischer Hochschullehrer
- Otto Loos (Zahnmediziner) (1871–1936), deutscher Zahnmediziner und Hochschullehrer
- Otto Loos (Politiker), deutscher Politiker (CDU), MdV
- Peter Loos (Regisseur) (1912–2005), österreichischer Journalist und Regisseur
- Peter Loos (Wirtschaftsinformatiker) (* 1960), deutscher Wirtschaftsinformatiker
- Theodor Loos (1883–1954), deutscher Schauspieler
- Ulrich Loos (* 1939), deutscher Endokrinologe
- Uwe Loos (Manager) (* 1946), deutscher Industriemanager
- Uwe Loos (Politiker) (* 1963), deutscher Politiker (Die Linke)
- Valentin Loos (1895–1942), tschechoslowakischer Eishockeyspieler
- Vera Loos (* 1955), deutsche Übersetzerin
- Walter Loos (1905–1974), österreichischer Architekt
- Walter Loos (SS-Mitglied) (1892–nach 1935), deutscher Beamter und SS-Oberführer
- Wilhelm Loos (Politiker) (1885–1948), deutscher Politiker (DDP)
- Wilhelm Loos (Bauingenieur) (1890–1952), deutscher Bauingenieur
- Wolfgang Loos (* 1952), deutscher Komponist, Musikproduzent und Hochschullehrer
- Wolfgang Loos (Fußballspieler) (* 1955), deutscher Fußballspieler und -funktionär